# Bowen Becker
Bowe Becker (Chicago, 7 luglio 1997) è un ex nuotatore statunitense.

## Biografia
Ha rappresentato gli Stati Uniti ai Giochi olimpici estivi di Tokyo 2020, dove ha vinto la medaglia d'oro nella staffetta 4x100 metri stile libero, con i connazionali Caeleb Dressel, Blake Pieroni, Zachary Apple e Brooks Curry.

## Palmarès
| Anno | Manifestazione  | Sede  | Evento   | Prestazione | Risultato | Note |
| ---- | --------------- | ----- | -------- | ----------- | --------- | ---- |
| 2021 | Giochi olimpici | Tokyo | 4x100 sl | 3'08"97     | Oro       |      |